# ハイニシキソウ
ハイニシキソウ Chamaesyce prostrata は、トウダイグサ科の植物。ニシキソウ類では小さいもので、コニシキソウより一回り小さい。

## 特徴
ごく小柄な1年性の草本。茎はよく分枝し、多数の枝を出し、茎の長さは6.5-20cm、上面には短い毛があるが、下面は無毛。葉は対生で、楕円形で先端は丸く、基部は左右不対称に狭まる。長さ4-8mm、幅2.5-5.5mm。上面は青みのある緑色、下面は白緑色。1mm以下と短いがはっきりした葉柄がある。表面は無毛、裏面では先端に多少毛があることもあるが、無毛のこともある。
花期は九州以北では9-10月。杯状花序は普通の葉、あるいは少し小さい葉の基部から1つずつ生じる。総苞腺体の付属体は不明瞭。果実は広卵形で長さ1.2mm、径1.3mm程度。3つの稜には長さ0.3mm程の小さい剛毛が生える。

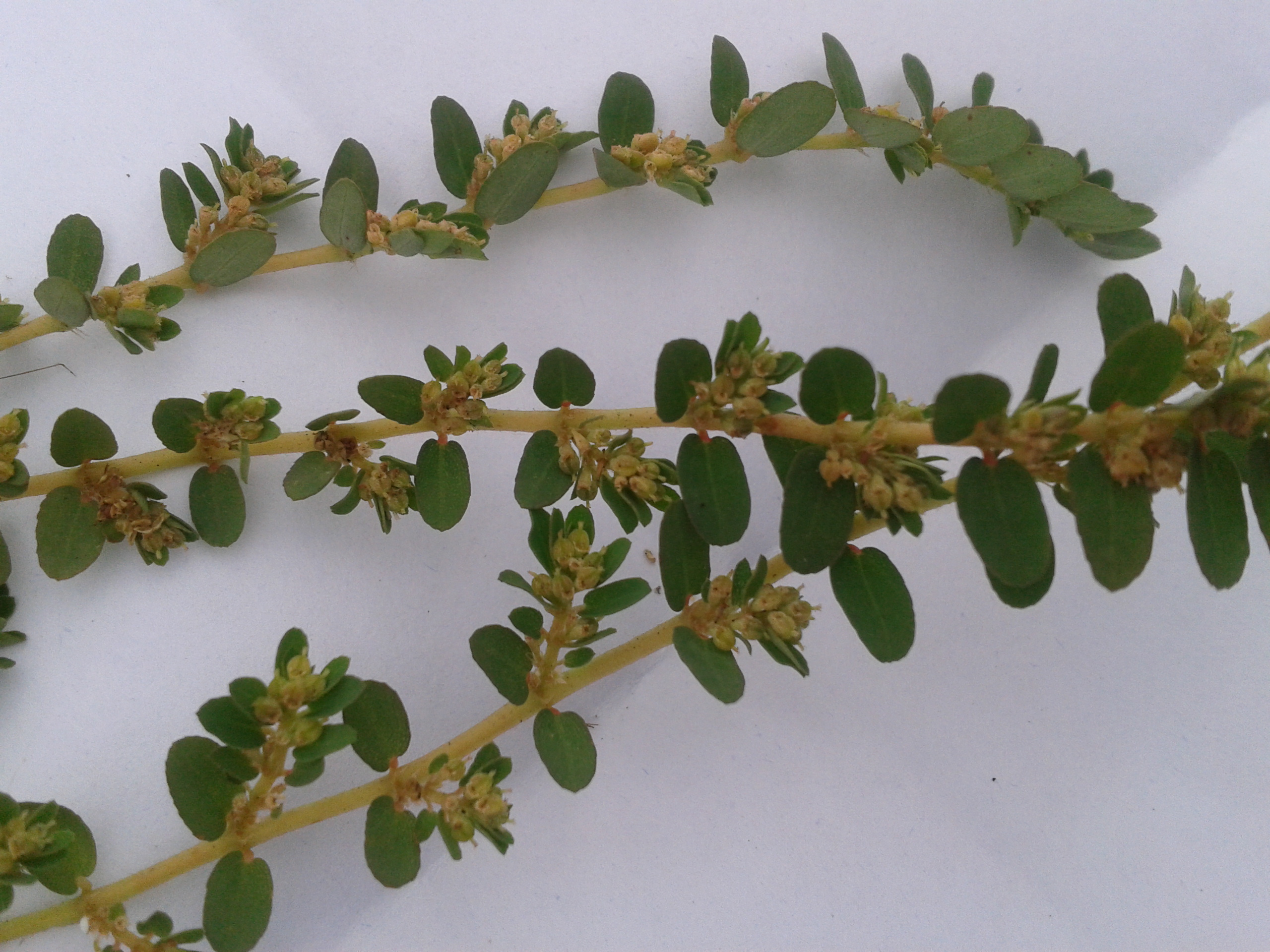
枝振り
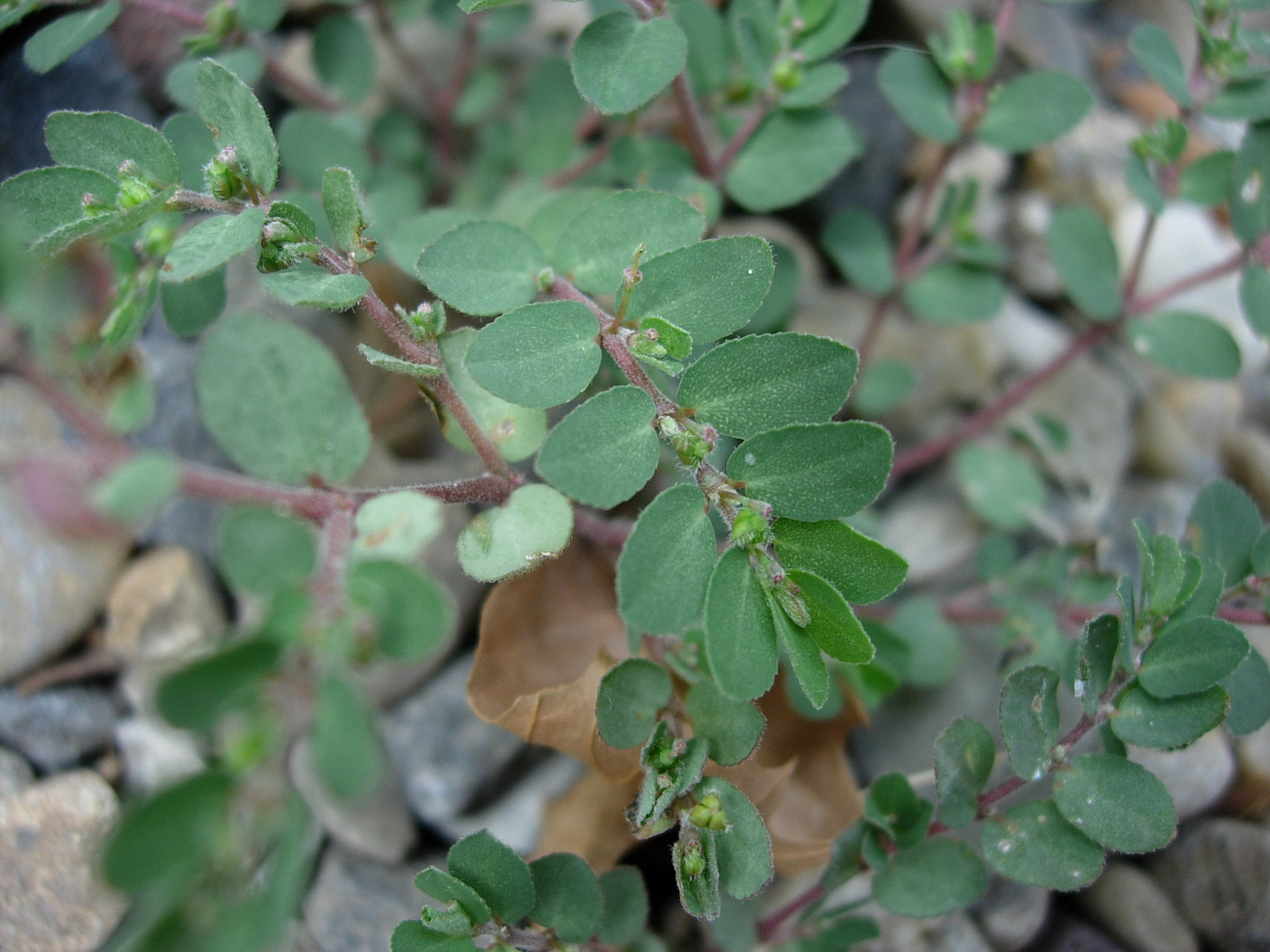
杯状花序

## 分布と生育環境
原産は北アメリカの合衆国南部から南アメリカのアルゼンチン北部に渡る地域とされるが、現在では世界の熱帯・亜熱帯域に広く分布する。琉球と小笠原には第二次世界大戦以前に侵入した。1970年代以降に九州以北から報告されるようになった。記録があるのは本州では関東以西、九州、それに琉球と小笠原である。琉球列島では各島に普通。道ばたに見られる。

## 類似種
アレチニシキソウは本種に似て、全体に毛が多く、また葉裏には白い毛が密生する。正式な学名は不明とのこと。ちなみに長田著(1976)では本種の項にこの植物が当てられている。コニシキソウ C. maculata は普通葉の真ん中に赤い斑紋がある。また、杯状花序は単独でなく、集散花序の形を取る。本種を見分ける特徴としては、大まかにはとても小さくて、葉に青みがあるのが目に付く。